# Ete (Magyarország)
Ete község Komárom-Esztergom vármegyében a kisbéri járásban található.

## Fekvése
A vármegye délnyugati részén, a Kisbér-Igmándi medence déli peremén fekszik, a Súri-Bakonyalja kistáj határán.
A közvetlenül határos települések: észak felől Csép, kelet és délkelet felől Császár, dél felől Vérteskethely, délnyugat felől Kisbér, nyugat felől Ászár, északnyugat felől pedig Tárkány.

### Megközelítése
A Komárom-Kisbér közt húzódó 13-as főút mellett található, utóbbi várostól 6 kilométerre északra, az M1-es autópálya legközelebbi csomópontjától 16 kilométerre délre. A 13-as főút a belterülete északnyugati szélén halad el, központján csak a 81 327-es számú mellékút húzódik végig.
A hazai vasútvonalak közül a Környe–Pápa-vasútvonal érinti, melyen vasútállomással is rendelkezett, ám a vonalon 2007. március 4-ével megszűnt a személyforgalom. A legközelebbi vasúti csatlakozási lehetőséget azóta Kisbér vasútállomása kínálja a Székesfehérvár–Komárom-vasútvonalon.

### Természetföldrajza
Területe patakvölgyekkel taglalt hullámos síkság. Határában folyik északnyugati irányban a Csépi-ér, mely Nagyigmánd közelében a Concó-patakba torkollik. Felszíni kőzetei: agyagmárgával kevert laza üledékek: homok, agyag, lösz; talaja csernozjom barna erdőtalaj keverve réti öntéstalajjal. Éghajlatilag a nedves kontinentális mérsékelten száraz és mérsékelten hűvös altípusába tartozik. Éves középhőmérséklete: 9,7 °C fok, a csapadékátlaga 650 mm, az uralkodó széliránya északnyugati.

## Története
Már a bronzkorban lakott hely. Első írásos emléke 1250-ben Ethe. Az Árpád korban királyi csőszök, királyi hírnökök, Szolgagyőr várának népe lakta. A 16. században az Akay, Jakabfy, az Örkényi család, illetve Bíró János, Csepi Benedek és Vas János birtokolták.
A törökök megjelenéséig több nemesi család is osztozott rajta, majd 1529-ben a környékbeli településekhez hasonlóan Ete is elpusztult. 1648-tól protestánsokkal népesült be a falu, mely ezt követően rohamos fejlődésnek indult. Az 1710-es pestis járványnak mintegy háromszáz falubeli esett áldozatul, de fejlődése ennek ellenére töretlen volt. A falu kedvező természeti adottságai jó feltételeket biztosítottak a földműveléshez, szőlőtermesztéshez és állattenyésztéshez. Az eteiek az 1930-as években már több mint 4000 holdon gazdálkodtak, a II. világháború után, 1959-ben létrehozták helyi termelőszövetkezetüket, a "Kossuth" TSz-t. A TSz. 1979-ben egyesült a kisbéri "Virágzó" TSz-szel. 1991-től újra önállóan gazdálkodott. A volt szövetkezet ágazatai a rendszerváltás óta gazdasági társaságokként működnek. Jelenleg az Ete-Agro Kft, az Állért Kft működik itt.

### Nevének eredete
Ete neve a legtöbb magyar településnévhez hasonlóan egyszerűen egy személynévből származik. Az Ete személynévre a 12. századból, Ete település nevére pedig a 13. századból származik a legrégibb ismert írásos emlék.
Egy legenda szerint[forrás?] Attila hun fejedelmet e falu határában temették el, és az Ete helynév az ő nevéből származik (Attila = Etele).

### Jelene
A lakosság ellátásában 1945 előtt a szatócsboltoknak volt a legnagyobb súlyuk; szerepüket később, 1949-től az FMSz, 1949-től a Kisbér és Vidéke ÁFÉSZ üzletei vették át, 1990 óta pedig kiskereskedők működnek a településen. A vezetékes vízellátást a tatabányai karsztvízkészletből távvezetékkel biztosítják.
1977. április 1-jétől Hánta községgel együtt a Kisbér székhelyű nagyközségi közös tanácshoz osztották be, annak társközségeként. 1986-ban, Kisbér várossá nyilvánításával egyidejűleg az új városhoz csatolták. 1990-től lett ismét önálló.
1948 előtt a reformátusok által 1648 létesített és működtetett elemi népiskolája volt. 1975-ig nyolcosztályos általános iskolája volt. Ettől kezdődően a felsősöket Kisbér fogadta, az alsó tagozatosok helyben maradtak. Az alsó tagozat 1992-ben két tanulócsoporttal és két tanítóval önállósult.
Művelődési háza a volt tanítói lakásban kapott helyet. Itt könyvtár is működik. Az orvosi ellátást Kisbéren biztosítják. 1992 óta fogorvos is működik a faluban.

## Közélete

### Polgármesterei
- 1990–1994: Cseke Mihály (független)[4]
- 1994–1998: Cseke Mihály (független)[5]
- 1998–2002: Cseke Mihály (független)[6]
- 2002–2006: Rohonczi László (független)[7]
- 2006–2010: Rohonczi László (Fidesz)[8]
- 2010–2014: Rohonczi László (Fidesz–KDNP)[9]
- 2014–2019: Rohonczi László (Fidesz–KDNP)[10]
- 2019–2024: Gyüsziné Rohonczi Anita (független)[11]
- 2024– : Orbán Veronika (független)[1]

## Ismert emberek
- Itt született Nagy Károly (1926. december 12. – 2016. július 4.) Széchenyi-díjas magyar fizikus, egyetemi tanár, a Magyar Tudományos Akadémia rendes tagja, az elméleti fizika és a relativitáselmélet neves kutatója; 1961 és 1966 között az ELTE Természettudományi Kar (ELTE-TTK) dékánja, majd 1972-ig az egyetem rektora, Ete község díszpolgára.

## Népesség
A település népességének változása:
| Lakosok száma | 593  | 601  | 613  | 599  | 578  | 581  | 579  |
|               | 2013 | 2014 | 2015 | 2021 | 2022 | 2023 | 2024 |

A 2011-es népszámlálás során a lakosok 93,4%-a magyarnak, 0,5% cigánynak, 0,5% németnek, 0,2% szerb, 0,3% szlováknak mondta magát (6,6% nem nyilatkozott; a kettős identitások miatt a végösszeg nagyobb lehet 100%-nál). A vallási megoszlás a következő volt: római katolikus 13%, református 65%, evangélikus 2,3%, görögkatolikus 0,2%, felekezeten kívüli 9,2% (10,2% nem nyilatkozott).
2022-ben a lakosság 88,2%-a vallotta magát magyarnak, 0,9% németnek, 0,3% szlováknak, 1,2% egyéb, nem hazai nemzetiségűnek (11,8% nem nyilatkozott; a kettős identitások miatt a végösszeg nagyobb lehet 100%-nál). Vallásuk szerint 52,6% volt református, 10% római katolikus, 1,6% evangélikus, 0,9% egyéb keresztény, 0,9% egyéb katolikus, 9,9% felekezeten kívüli (24,2% nem válaszolt).

## Nevezetességei
- tájház,
- református templom,
- rendezvények:
  - Májusi majális
  - Falunap augusztus első szombatján

## Külső hivatkozások
- Ete Önkormányzatának lapja